# Юкайпа
Юкайпа (англ. Yucaipa) — город в округе Сан-Бернардино в штате Калифорния в Соединённых Штатах Америки.
Согласно данным переписи населения США 2020 года число жителей города 
составляло 54 542 человека, что, для такого небольшого населённого пункта, существенно больше (+ 6.2%), чем было во время предыдущей переписи проводившейся в 2010 году (51 367 человек).

## История
В доколумбову эпоху долина, где стоит нанешний город, была известна как Yukaipa't, что на языке коренных американцев из народа серрано, которые жили здесь на протяжении тысяч лет, буквально означает «зеленая долина».

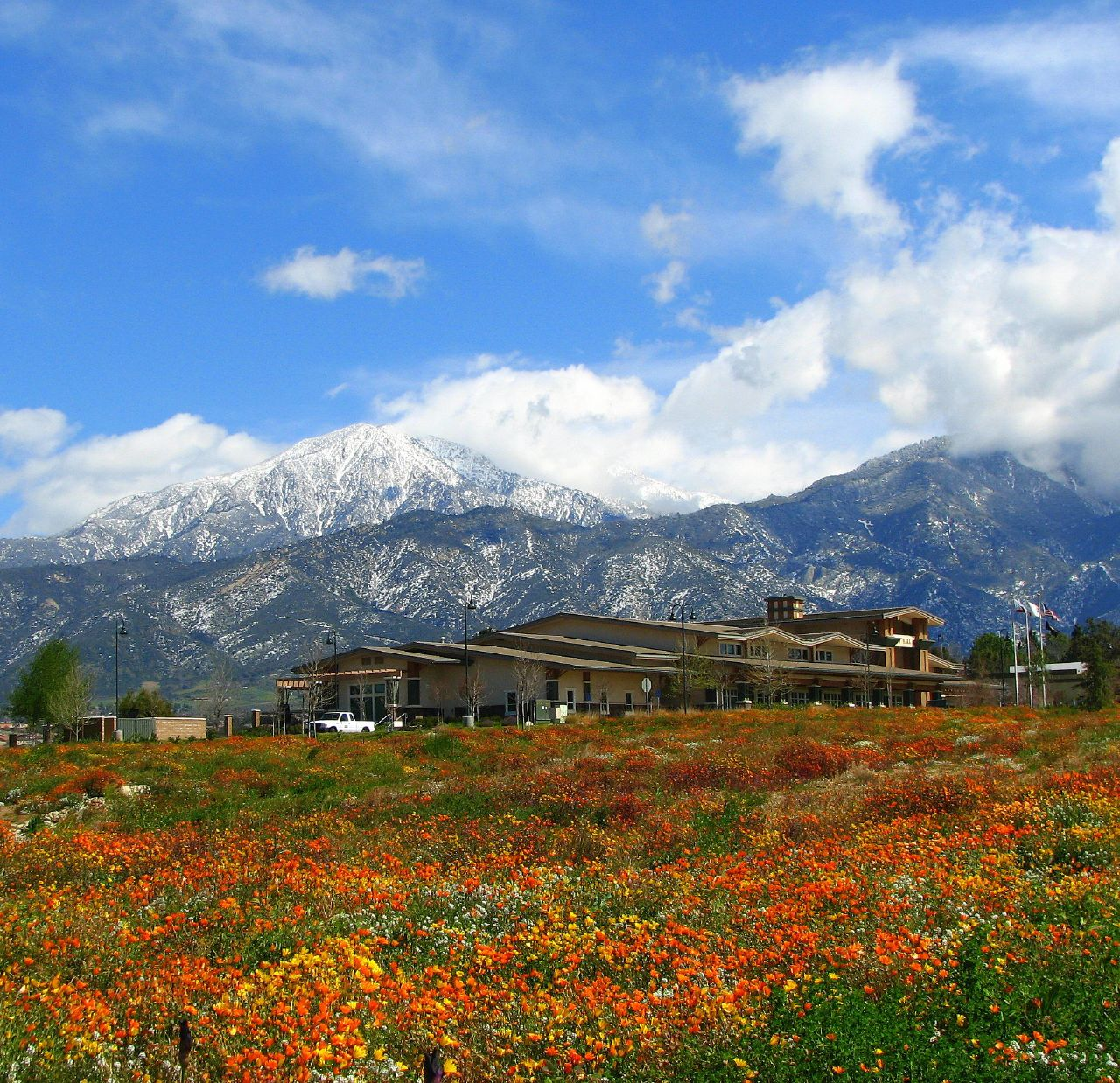
Сити-Холл

Долина Юкайпа поддерживала большую популяцию индейцев. Плодородная почва орошалась источниками и ручьями, текущими из гор Сан-Бернардино. Серрано жили в этом месте большую часть года, но совершали вылазки в горы, чтобы собирать желуди и другие продукты питания во время сезона сбора урожая.
С приходом испанцев эта земля принадлежала Миссии Сан-Габриэль, а затем стала частью Ранчо Сан-Бернардино, подаренного в 1842 году семье Луго. Ранчо несло потери крупного рогатого скота и лошадей из-за постоянных набегов индейцев. В конце концов, в сентябре 1851 года ранчо было продано мормонам.
27 ноября 1989 года сообщество было включено в реестр штата Калифорния и Юкайпа официально получила статус города.
Город находится в сейсмически активной зоне; так 16 июня 2005 года в Юкайпе произошло землетрясение магнитудой 4,9 баллов с эпицентром в четырех милях (6,4 км) к северу от центра города. Оно ощущалось от центра Лос-Анджелеса до некоторых районов Сан-Диего. Имелись разрушения; три человека получили ранения.
С 1970-х годов население города Юкайпа росло со средней скоростью более 2% в год и лишь в 2020-х рост замедлился примерно в четыре раза.

## География
Юкайпа находится в южной Калифорнии, примерно в 72 милях (116 км) к востоку от Лос-Анджелеса. Город находится примерно в 2600 футах (790 метрах) над уровнем моря и граничит с Редлендсом на западе и Калимесой на юге. Некорпоративные сообщества Черри-Валли, Ментон и Ок-Глен составляют самые северные окраины Юкайпы.
Согласно данным представленным Бюро переписи населения США, общая площадь города составляет 28,3 квадратных мили (73 км2), всю эту территорию занимает суша.

## Климат
Согласно системе классификации климатов Кёппена, в Юкайпе средиземноморский климат, который на климатических картах сокращённо обозначается аббревиатурой «Csa».